# Linda Darnell
Linda Darnell, född 16 oktober 1923 i Dallas, Texas, död 10 april 1965 i Glenview utanför Chicago, Illinois, var en amerikansk skådespelare. Darnell fick redan 1939 ett kontrakt med 20th Century Fox och debuterade samma år i Hotel for Women. Hon blev känd för sina roller mot Tyrone Power i filmerna Zorros märke 1940 och Blod och sand 1941 och mot Henry Fonda i Den förbjudna kyssen 1940.

## Biografi
Från mitten av 1940-talet gjorde Linda Darnell ett antal femme fatale-roller i noirfilmer. I Mörkrets ängel (Hangover Square) 1945, som blev en succé, spelade hon mot George Sanders och i Fallen ängel (Fallen Angel) av Otto Preminger från 1945 mot Dana Andrews. 
Hon rankades 1944 av tidskriften Look, tillsammans med Ingrid Bergman, Hedy Lamarr och Gene Tierney, som vackrast i Hollywood. Hon fick en roll i John Fords westernklassiker Laglöst land (My Darling Clementine) 1946 mot Henry Fonda och Victor Mature, en film som bygger på händelserna kring den berömda revolverstriden vid O.K. Corral.
År 1947 fick hon huvudrollen i Otto Premingers filmatisering av den historiska succéromanen Alltid Amber (Forever Amber), i vilken hon spelade mot Cornel Wilde. Filmen blev en kassasuccé, men kritikerna ansåg att den var en besvikelse. 1949 spelade hon mot Richard Widmark och Veronica Lake i Orkan (Slattery's Hurricane) och 1950 i Ingen väg ut (No Way Out) av Joseph L. Mankiewicz, en film som hon själv ansåg vara den bästa, som hon medverkat i. Under 1960-talet spelade hon även ett stort antal roller i olika TV-serier.
Linda Darnell avled den 10 april 1965 av de skador, som hon ådragit sig vid en villabrand dagen innan.
Darnell har en stjärna på Hollywood Walk of Fame vid adressen 1631 Vine Street.

## Filmografi
- 1939 – Day-Time Wife
- 1940 – Zorros märke
- 1940 – Den förbjudna kyssen
- 1940 – Mormonernas kamp
- 1941 – Blod och sand
- 1944 – Det hände i morgon
- 1944 – Buffalo Bill
- 1944 – En sällsam bekännelse
- 1945 – Mörkrets ängel
- 1945 – Fallen ängel
- 1946 – Laglöst land
- 1946 – Anna och kungen av Siam
- 1946 – Sommar med melodi
- 1947 – Alltid Amber
- 1948 – Otrogen u.p.a.
- 1949 – Min man - eller din?
- 1949 – Orkan
- 1949 – Rena rama skandalen
- 1950 – Ingen väg ut
- 1951 – 13:e brevet
- 1951 – The Lady Pays Off
- 1952 – Kapten Svartskägg
- 1952 – Skräckens natt
- 1953 – Flykten
- 1957 – En sekund från döden